# The Greatest Hits Collection (álbum de Alan Jackson)
The Greatest Hits Collection é o primeiro álbum de "greatest hits" de Alan Jackson; lançado em 24 de outubro de 1995. 
inclui os maiores sucessos de seus quatro primeiros álbuns de estúdio, bem como uma redução de seu álbum de estréia de 1989 "Here in the Real World" e duas novas faixas - "Tall, Tall Trees" e "I'll Try", sendo que ambas foram hits número um no Billboard Hot Country Songs.
| Críticas profissionais                                                      | Críticas profissionais |
| Avaliações da crítica                                                       | Avaliações da crítica  |
| Fonte                                                                       | Avaliação              |
| --------------------------------------------------------------------------- | ---------------------- |
| Allmusic                                                                    | [ 2 ]                  |
| Esta tabela precisa de ser acompanhada por texto em prosa. Consulte o guia. |                        |

## Lista de faixas
1. "Chattahoochee (extended mix)" (Alan Jackson, Jim McBride) – 3:56
2. "Gone Country" (Bob McDill) – 4:19
3. "She's Got the Rhythm (And I Got the Blues)" (A. Jackson, Randy Travis) – 2:23
4. "Midnight in Montgomery" (Jackson, Don Sampson) - 3:44
5. "Tall, Tall Trees" (George Jones, Roger Miller) - 2:27
6. "Chasin' That Neon Rainbow" (A. Jackson, McBride) - 3:05
7. "I'll Try" (A. Jackson) - 3:51
8. "Don't Rock the Jukebox" (A. Jackson, Roger Murrah, Keith Stegall) - 2:51
9. "Livin' on Love" (A. Jackson) - 3:48
10. "Summertime Blues" (Jerry Capehart, Eddie Cochran) - 3:11
11. "Love's Got a Hold on You" (Carson Chamberlain, Stegall) - 2:53
12. "(Who Says) You Can't Have It All" (A. Jackson, McBride) - 3:28
13. "Home" (A. Jackson) - 3:17
14. "Wanted" (Charlie Craig, A. Jackson) - 2:57
15. "I Don't Even Know Your Name" (A. Jackson, Ron Jackson, Andy Loftin) - 3:49
16. "Dallas" (A. Jackson, Stegall) - 2:43
17. "Here in the Real World" (Mark Irwin, A. Jackson) - 3:37
18. "Someday" (A. Jackson, McBride) - 3:17
19. "Mercury Blues" (K. C. Douglas, Robert Geddins) - 3:38
20. "I'd Love You All Over Again" (A. Jackson) - 3:10

## Desempenho nas paradas
The Greatest Hits Collection  alcançou a posição #5 na Billboard 200, dos EUA e #1 no Top Country Albums, tornando-se seu terceiro álbum country # 1. Em outubro de 2006, The Greatest Hits Collection  foi certificado 6 x Platina pela RIAA.
| Paradas (1995)                    | Posição |
| --------------------------------- | ------- |
| U.S. Billboard 200                | 5       |
| U.S. Billboard Top Country Albums | 1       |
| Canadian RPM Top Albums           | 14      |
| Canadian RPM Country Albums       | 1       |

| Região         | Provedor | Certificação | Vendas / Remessas |
| -------------- | -------- | ------------ | ----------------- |
| Estados Unidos | RIAA     | 6 x Platina  | 6,000,000+        |

### Singles
| Ano  | Single             | Posições nas paradas | Posições nas paradas |
| Ano  | Single             | US Country           | CAN Country          |
| ---- | ------------------ | -------------------- | -------------------- |
| 1995 | "Tall, Tall Trees" | 1                    | 1                    |
| 1996 | "I'll Try"         | 1                    | 5                    |
| 1996 | "Home"             | 3                    | 5                    |